# John Morris (Curler)
John Morris (* 16. Dezember 1978 in Winnipeg, Manitoba) ist ein kanadischer Curler und Olympiasieger. Derzeit spielt er als Skip.

## Karriere
Morris begann seine internationale Karriere bei der Juniorenweltmeisterschaft 1998, die er als Skip des kanadischen Teams gewinnen konnte. Diesen Erfolg konnte im darauffolgenden Jahr wiederholen.
Bei der Curling-Weltmeisterschaft 2008 in Grand Forks gewann Morris als Third im Team von Kevin Martin die Goldmedaille. Im Finale besiegten die Kanadier Schottland mit Skip David Murdoch. Im darauffolgenden Jahr zog Morris wieder mit Martin in das Finale ein, unterliegt diesmal aber Murdoch und dem schottischen Team.
Morris gewann am 13. Dezember 2009 die kanadischen Olympic Curling Trails mit dem Team von Skip Kevin Martin, Second Marc Kennedy, Lead Ben Hebert, Alternate Adam Enright und vertrat mit diesem Team Kanada bei den XXI. Olympischen Winterspielen im Curling. Mit elf Siegen in elf Spielen gewannen sie schließlich überlegen die Goldmedaille. Im Finale besiegten sie Norwegen (Skip: Thomas Ulsrud).
Bei der Weltmeisterschaft 2015 spielte er als Third im kanadischen Team unter Skip Pat Simmons. Die Kanadier zogen in die Play-offs ein, verloren aber das Halbfinale gegen Schweden. Im Spiel um Platz 3 gegen Finnland mit Skip Aku Kauste gewannen sie 8:4.
Im Januar 2018 gewann er zusammen mit Kaitlyn Lawes die kanadischen Mixed Doubles Olympic Trials und vertrat Kanada bei diesem erstmals ausgetragenen Wettbewerb bei den Olympischen Winterspielen 2018 in Pyeongchang. Das kanadische Duo belegte in der Round Robin mit sechs Siegen und einer Niederlage den ersten Platz. Im Halbfinale schlugen sie Norwegen mit 8:4 und im Finale gewannen sie durch einen 10:3-Sieg gegen das Schweizer Team mit Jenny Perret und Martin Rios die Goldmedaille. Im Oktober 2018 wurde bekannt, dass Morris voraussichtlich nur noch im Mixed Double antreten wird.